# 유생연장 복합 증후군
유생연장 복합 증후군(neotenic complex syndrome) 또는 증후군 X(syndrome X)는 여아에게 극심한 발달장애와 유생연장을 나타내는 질병이다.

## 같이 보기
- 하이랜더 증후군